# Famille Manuel
La famille Manuel est une famille patricienne bernoise.

## Personnalités
Hans Rudolf Manuel est bailli de Morges de 1562 à 1568.